# Alang Alang (Muara Sabak Timur)
Alang Alang is een bestuurslaag in het regentschap Tanjung Jabung Timur van de provincie Jambi, Indonesië. Alang Alang telt 1257 inwoners (volkstelling 2010).